# ТСН (телепередача)
ТСН или «Телевизионная служба новостей» (укр. Телевізійна служба новин) — ежедневная программа новостей канала 1+1, выходит в прямом эфире (иногда ночные выпуски выходят в записи). Основным выпуском является вечерний (начало в 19:30).
Является одной из самых популярных программ новостей на Украине. 3 декабря 2012 года программа установила абсолютный рекорд, получив долю 31,5 % в аудитории 18—54.

## История

### 1997—2008
Первый выпуск ТСН вышел в эфир на канале 1+1 вечером 1 января 1997 года с ведущей Аллой Мазур. Вторым первым ведущим ТСН стал Игорь Слисаренко, который вел ночные выпуски. Впоследствии ведущими ТСН были Людмила Добровольская, Ирина Ванникова, Евгений Глибовицкий, Илона Довгань, Марина Кухар, Алексей Лихман, Виталий Гайдукевич. Основу первой журналистской команды ТСН составила команда телепрограммы «Послесловие» (в частности, Алексей Мустафин, Андрей Шевченко, Иванна Найда, Виктор Коваленко, Олесь Терещенко, Владимир Скачко) и некоторые корреспонденты из программы «Окна» (укр. Вікна) на телеканале «СТБ».
Первым главным редактором ТСН с января по декабрь 1997 года был Александр Ткаченко (вернулся на 1+1 в 2008 году в качестве руководителя группы компаний 1+1, до этого работал на Новом канале и Одесской киностудии). Затем, в разное время главными редакторами ТСН были Александр Кривенко (февраль 1998 — июнь 1999), Даниил Яневский (июнь — декабрь 1999), Вячеслав Пиховшек (декабрь 1999 — январь 2005), Владимир Карташков (2005—2008), Наталья Катеринчук (2008—2009), Алексей Рогатник (2010 год).

### С 2008 года
- 24 августа 2008 — Выпуски ТСН полностью обновили оформление. Изменились оформление студии, заставка, музыка, оформление видеостены. В будни выходило 9 выпусков ТСН: каждые полчаса с 7:00 до 9:00, 14:30, 17:00, 19:30 и 22:30. Утренние выпуски вели Илона Довгань и Сергей Швец (парное ведение). Дневные в 14:30 — Марина Леончук и Наталья Мосейчук. В 17:00 — Татьяна Кравченко. 19:30 — Марина Леончук и Наталья Мосейчук. 22:30 — Виталий Гайдукевич и Людмила Добровольская.
- С 3 ноября 2008 — ночные выпуски ТСН ведут Юлия Бориско и Виталий Гайдукевич (парное ведение).
- 10 ноября 2008 — ведущей основного выпуска ТСН стала Наталья Мосейчук. Марина Леончук ведёт выпуск ТСН в 14:30.
- 26 декабря 2008 — вышел последний выпуск в 14:30.
- С 12 января 2009 — Илона Довгань ведёт утренние выпуски ТСН. Марина Леончук ведёт выпуск ТСН в 17:00.
- С 13 сентября 2009 — Алла Мазур вновь ведёт ТСН. Неделя. Алексей Лихман, который её заменял стал ведущим утренних и субботних выпусков ТСН.
- 10 апреля 2010 — в 15:05 и 17:00 вышли специальные выпуски ТСН, посвящённый катастрофе Ту-154 под Смоленском. Ведущая — Наталья Мосейчук.
- С 30 августа 2010 — Лидия Таран стала ведущей утренних выпусков ТСН. Виталий Гайдукевич ведёт выпуск в 17:00. Юлия Бориско — ночной выпуск.
- В октябре 2010 года шеф-редактором ТСН стал Сергей Попов, который ныне руководит департаментом информационного вещания канала 1+1[3].
- 5 февраля 2011 — Марина Леончук вернулась в ТСН. Вела субботние выпуски, а также утренние выпуски ТСН поочерёдно с Лидией Таран.
- 24 июня 2011 — вышел последний выпуск в 17:00 с Виталием Гайдукевичем.
- 22 августа 2011 — в 17:00 вышел первый выпуск ТСН.Особенное. Ведущая — Соломия Витвицкая. Наполнение выпуска — это светские новости, репортажи о событиях культуры, а также журналистские расследования подробностей жизни VIP.
- Со 2 апреля 2012 — выпуск ТСН.Особенное стал выходить в 18:00.
- С 25 апреля 2012 — Лидия Таран стала ведущей основного выпуска ТСН в 19:30, вместо Натальи Мосейчук, которая ушла в декретный отпуск.
- 27 апреля 2012 — в 18:00 вышел специальный выпуск ТСН, посвящённый взрывам в Днепропетровске. Ведущая — Лидия Таран.
- С 3 мая 2012 — ведущей утреннего выпуска ТСН, вместо Лидии Таран, стала Маричка Падалко.
- С 30 июля 2012 — выпуск ТСН. Особенное стал выходить в 17:45.
- С 1 октября 2012 — выпуск ТСН. Особенное стал выходить в 16:45.
- С 15 октября 2012 — Наталья Мосейчук и Лидия Таран поочерёдно ведут выпуск ТСН в 19:30.
- 17 февраля 2013 — ТСН, вместе со всем телеканалом 1+1 переехал в новое здание по адресу ул. Фрунзе (ныне Кирилловская), 23. Выпуски стали выходить из новой студии. Изменились заставка, музыка. В студии имеется видеостена площадью 27 квадратных метров.
- 25 августа 2013 — обновление программы ТСН. Неделя. Изменилась заставка и анонс, который проводила сама ведущая Алла Мазур.
- С 27 августа 2013 — Егор Гордеев, вместо Марины Леончук, стал ведущим утренних выпусков ТСН поочерёдно с Маричкой Падалко.
- С 24 ноября 2013 — в связи с событиями в стране, ТСН. Неделя стал выходить с увеличенным хронометражем — 60-85 минут.
- 30 ноября и 1 декабря 2013 — выходили специальные выпуски ТСН, посвящённые разгону Евромайдана. Ведущая — Лидия Таран.
- Со 2 по 15 декабря 2013 — основные выпуски ТСН в 19:30 по будням выходили с увеличенным хронометражем — 55 минут, также был добавлен дополнительный выпуск в 20:40, посвящённый событиям на Евромайдане. Ведущие — Наталья Мосейчук, Лидия Таран и Алла Мазур.
- С 3 по 15 декабря 2013 — добавлен дополнительный выпуск в 14:00, посвящённый событиям на Евромайдане. Ведущая — Маричка Падалко.
- С 21 января 2014 — основной выпуск ТСН по будням стал выходить с увеличенным хронометражем — 45-55 минут, субботний выпуск — 35-55 минут.
- 22 января 2014 — в 14:00 вышел специальный выпуск ТСН, посвящённый событиям на Евромайдане. Ведущий — Александр Моторный.
- С 22 по 31 января 2014 — выпуск ТСН. Особенное выходил как обычный выпуск. Ведущая — Соломия Витвицкая.
- 28 и 29 января 2014 — в 14:30 выходили специальные выпуски ТСН, посвящённые заседаниям в Верховной Раде и событиям на Евромайдане. Ведущий — Егор Гордеев.
- 18 февраля 2014 — в 13:45 вышел специальный выпуск ТСН, посвящённый обострению ситуации на Евромайдане. Ведущий — Александр Моторный.
- С 18 февраля 2014 — выпуски ТСН. Особенное выходят в формате обычных.
- С 18 февраля 2014 — основной выпуск ТСН выходит с увеличенным хронометражем — 60-80 минут.
- 19 февраля 2014 — в 13:30 вышел специальный выпуск ТСН, посвящённый обострению ситуации на Евромайдане. Ведущая — Маричка Падалко.
- 20 февраля 2014 — с 16:30 до 00:50 проходил телемарафон ТСН, посвящённый расстрелам на Евромайдане. Ведущие — Соломия Витвицкая, Наталья Мосейчук и Лидия Таран.
- 21 февраля 2014 — в 20:40 и 23:40 вышли специальные выпуски ТСН, посвящённые подписанию соглашений 21 февраля и событиям на Евромайдане. Ведущая — Лидия Таран.
- 22 февраля 2014 — с 12:00 до 00:50 проходил телемарафон ТСН, посвящённый ситуации на Украине. Ведущие — Лидия Таран и Маричка Падалко.
- 23 февраля 2014 — в 09:00, 11:45, 13:50, 16:00 вышли специальные выпуски ТСН, посвящённые ситуации на Украине. Ведущие — Егор Гордеев и Наталья Мосейчук. Выпуск ТСН. Недели вышел с хронометражем 3 часа.
- 24 февраля 2014 — в 20:40 вышел специальный выпуск ТСН, посвящённый ситуации на Украине. Ведущая — Наталья Мосейчук.
- 27 февраля 2014 — в 12:00 и 13:45 вышли специальные выпуски ТСН, посвящённые ситуации в Крыму. Ведущий — Егор Гордеев.
- 1 марта 2014 — с 22:30 до 01:30 проходил телемарафон ТСН, посвящённый ситуации в Крыму. Ведущая — Наталья Мосейчук.
- 2 марта 2014 — в 13:00 и 16:00 вышли специальные выпуски ТСН, посвящённые ситуации в Крыму. Ведущий — Егор Гордеев.
- 4 марта 2014 — в 13:00 вышел специальный выпуск ТСН, посвящённый ситуации в Крыму. Ведущая — Маричка Падалко.
- 5 марта 2014 — в 13:00 вышел специальный выпуск ТСН, посвящённый ситуации в Крыму. Ведущий — Егор Гордеев.
- 15 марта 2014 — с 20:20 до 01:00 проходил телемарафон ТСН, посвящённый ситуации в Крыму. Ведущая — Наталья Мосейчук.
- 21 марта 2014 — с 21:15 до 02:30 проходил телемарафон ТСН, посвящённый ситуации на Украине. Ведущая — Наталья Мосейчук.
- 3 мая 2014 — в 15:00 вышел специальный выпуск ТСН, посвящённый событиям в Одессе. Ведущая — Маричка Падалко.
- 25 мая 2014 — в 14:00 и 17:15 вышли специальные выпуски ТСН, посвящённые президентским выборам на Украине. Ведущий — Егор Гордеев.
- 25 мая 2014 — с 19:30 до 01:30 проходил телемарафон ТСН, посвящённый президентским выборам на Украине. Ведущие — Алла Мазур и Наталья Мосейчук.
- 7 июня 2014 — в 09:15 вышел специальный выпуск ТСН, посвящённый инаугурации Президента Украины Петра Порошенко. Ведущая — Наталья Мосейчук.
- 24 августа 2014 — в 12:30 вышел специальный выпуск ТСН, посвящённый Дню Независимости Украины. Ведущая — Лидия Таран.
- с 15 сентября 2014 — добавлен выпуск ТСН в 12:00. Ведущие — Егор Гордеев и Маричка Падалко.
- 26 октября 2014 — в 10:15 и 14:30 вышли специальные выпуски ТСН, посвящённые парламентским выборам на Украине. Ведущий — Егор Гордеев.
- 26 октября 2014 — с 19:30 до 00:00 проходил телемарафон ТСН, посвящённый парламентским выборам на Украине. Ведущие — Алла Мазур и Лидия Таран.
- 25 октября 2015 — в 23:20 вышел специальный выпуск ТСН, посвящённый местным выборам на Украине. Ведущая — Наталья Мосейчук.
- 31 октября 2015 — в 23:45 вышел специальный выпуск ТСН, посвящённый авиакатастрофе А321 над Синайским полуостровом и задержанию Геннадия Корбана. Ведущая — Лидия Таран.
- 14 ноября 2015 — в 09:00 и 14:00 вышли специальные выпуск ТСН, посвящённые терактам в Париже. Ведущая — Маричка Падалко.
- 26 декабря 2015 — в 16:05 вышел специальный выпуск ТСН, посвящённый судовому заседанию над Геннадием Корбаном. Ведущая — Лидия Таран.
- 26 апреля 2016 — выпуск в 16:45 вышел в эфир из Чернобыля, и был посвящён 30-й годовщине аварии на Чернобыльской АЭС. Ведущая — Соломия Витвицкая.
- 18 мая 2016 — выпуск в 16:45 вышел в эфир из Чонгара, и был посвящён 72-й годовщине депортации крымских татар. Ведущая — Соломия Витвицкая и Егор Гордеев.
- 25 мая 2016 — в 14:45 вышел специальный выпуск ТСН, посвящённый возвращению Надежды Савченко на Украину. Ведущая — Маричка Падалко.
- 16 июля 2016 — в 10:00 вышел специальный выпуск ТСН, посвящённый попытке военного переворота в Турции. Ведущая — Наталья Мосейчук.
- С 10 октября 2016 — утренние выпуски ТСН и ТСН в 12:00 вместо Егора Гордеева, ведёт Святослав Гринчук.
- 28 ноября 2016 — выпуски ТСН полностью обновились. Изменились оформление студии, заставка, музыка, оформление. Новости стали выходить в формате 16:9.
- С 4 сентября 2017 — Юлия Бориско и Соломия Витвицкая ведут выпуски в 16:45 и ночной выпуск неделя через неделю.
- С 16 апреля 2018 — основной выпуск ТСН выходит с прежним хронометражем — 45 минут.
- 24 августа 2018 — выпуски ТСН ко Дню Независимости попали в Национальный реестр рекордов Украины за наибольшее количество ведущих (6 ведущих из 6 городов Украины)[4]
- 26 ноября 2018 — в 00:25 вышел специальный выпуск ТСН, посвящённый инциденту в Керченском проливе. Ведущая — Алла Мазур.[5]
- 15 декабря 2018 — в 13:00 вышел специальный выпуск ТСН, посвящённый Объединительному собору и созданию украинской поместной православной церкви. Ведущая — Наталья Мосейчук.
- 31 марта 2019 — в 12:00 и 15:00 вышли специальные выпуски ТСН, посвящённые первому туру президентских выборов на Украине. Ведущая — Маричка Падалко.
- 31 марта 2019 — с 18:00 до 02:30 (с перерывом с 21:30 до 23:30 на «Голос страны») проходил телемарафон «ТСН. Выбор страны», посвящённый президентским выборам на Украине. Ведущие — Юлия Бориско, Алла Мазур, Наталья Мосейчук и Лидия Таран.
- 19 апреля 2019 — в 18:30 вышел специальный выпуск ТСН, посвящённый президентским дебатам. Ведущая — Наталья Мосейчук.
- 21 апреля 2019 — в 12:00 и 15:00 вышли специальные выпуски ТСН, посвящённые второму туру президентских выборов на Украине. Ведущая — Соломия Витвицкая.
- 21 апреля 2019 — с 18:00 до 01:30 (с перерывом с 21:30 до 00:00 на «Голос страны») проходил телемарафон «ТСН. Выбор страны», посвящённый президентским выборам на Украине. Ведущие — Юлия Бориско, Алла Мазур, Наталья Мосейчук и Лидия Таран.
- 20 мая 2019 — в 09:00 вышел специальный выпуск ТСН, посвящённый инаугурации Президента Украины Владимира Зеленского. Ведущий — Святослав Гринчук.
- 21 июля 2019 — в 12:00 и 15:00 вышли специальные выпуски ТСН, посвящённые парламентским выборам на Украине. Ведущая — Маричка Падалко.
- 21 июля 2019 — с 18:00 до 00:30 проходил телемарафон «ТСН. Выбор страны», посвящённый парламентским выборам на Украине. Ведущие — Юлия Бориско, Алла Мазур, Наталья Мосейчук и Святослав Гринчук.
- 24 августа 2019 — в 08:50 вышел специальный выпуск ТСН, посвящённый Дню Независимости Украины. Ведущая — Лидия Таран.
- 7 сентября 2019 — в 12:08 и 13:20 вышли специальные выпуски ТСН, посвящённые возвращению украинских пленных из России. Ведущая — Наталья Мосейчук.
- 29 декабря 2019 — в 11:00 и 21:41 вышли специальные выпуски ТСН, посвящённые возвращению украинских пленных из России. Ведущая — Маричка Падалко и Соломия Витвицкая.
- 8 января 2020 — в 10:00 и 12:00 вышли специальные выпуски ТСН, посвящённые авиакатастрофе Boeing 737 под Тегераном. Ведущая — Наталья Мосейчук.
- 19 января 2020 — в 10:51 вышел специальный выпуск ТСН, посвященный памяти погибшим во время авиакатастрофы Boeing 737. Ведущая — Маричка Падалко.
- 19 марта 2020 — вышел последний ночной выпуск ТСН.
- С 22 июня 2020 — выпуски ТСН в 16:45 и 19:30 стали выходить из студии «Завтрака с 1+1», на время реконструкции студии ТСН. Утренние выпуски выходят не из студии, ведущие стояли на фоне большого монитора. В основном выпуске ТСН в 19:30 после часов сразу шла заставка, а потом — анонс событий.
- 21 июля 2020 — в 22:01 вышел специальный выпуск ТСН, посвященный освобождению заложников в Луцке. Ведущая — Наталья Мосейчук.
- 24 августа 2020 — выпуски ТСН полностью обновились и стали выходить из новой студии. Изменились фон, заставка, часы, музыка, оформление. Увеличилась в размерах видеостена, была сделана платформа, которая может вращаться на 360°. Добавились арт-объекты, такие как: стол, который стоит на движущейся платформе, и куб из дисплеев, которые показывают время и анимированный логотип ТСН.
- С 31 августа 2020 — добавлен выпуск ТСН в 14:00. Ведущая — Соломия Витвицкая.
- 26 сентября 2020 — в 10:00 и 12:00 вышли специальные выпуски ТСН, посвящённые авиакатастрофе Ан-26 под Чугуевом.
- 6 октября 2020 — вышел специальный выпуск ТСН, посвящённый памяти погибших в авиакатастрофе Ан-26 под Чугуевом. Ведущая — Маричка Падалко.
- С 31 июля по 23 августа 2021 года состоялся марафон-тур ТСН ко Дню Независимости Украины, в рамках которого выпуски ТСН в 19:30 велись из разных городов Украины.
- 24 августа 2021 — вышел спецвыпуск ТСН в 19:30 из Золотоворотского сквера, посвященный Дню Независимости Украины. Ведущие: Алла Мазур, Наталья Мосейчук и Лидия Таран.
- С 18 октября 2021 года в будние в 23:45 выходит выпуск «ТСН. 10 впечатляющих событий дня». Ведущая — Наталья Островская.
- 1 января 2022 — вышел специальный выпуск «ТСН. 25 лет», посвящённый 25-летию новостной службы. В выпуске использовались заставка и графическое оформление ТСН 1997 года[6]. Ведущая — Алла Мазур.
- 24 февраля 2022 — в связи с вторжением России на Украину в 6:00 запущен телемарафон «ТСН», «Завтрака с 1+1» и «Твоего дня» на всех каналах «1+1 media»[7]. Ведущие выпусков ТСН: Егор Гордеев, Маричка Падалко, Александр Моторный, Наталья Островская, Соломия Витвицкая, Святослав Гринчук и Лидия Таран.

## Выпуски программы

### Утренние выпуски ТСН
В рамках утреннего шоу «Завтрак с 1+1» в будни каждые полчаса выходит пять выпусков ТСН, которые длятся по 7-10 минут. Ведущие — Маричка Падалко и Святослав Гринчук.

### Основной выпуск
Выходит с понедельника по субботу в 19:30 (в воскресенье в это время выходит «ТСН. Неделя»). Ведущие основного выпуска — Лидия Таран и Наталья Мосейчук. Продолжительность (понедельник-четверг) — 65 минут с 10-минутным рекламным блоком, в пятницу — 45 минут, в субботу — 40 минут. В межсезонье выпуски выходят с прежним хронометражем — 45 минут, возможны и более короткие выпуски по 30—40 минут.

### ТСН. Особенное
«ТСН. Особенное» (укр. «ТСН. Особливе») — телевизионный таблоид. Его наполнение — это светские новости, репортажи о событиях культуры, а также журналистские расследования подробностей жизни VIP. Первый выпуск «ТСН. Особенное» вышел в эфир 22 августа 2011 года. Ведущая программы — Соломия Витвицкая. В связи с событиями в стране, с 18 февраля 2014 года выпуски особенных новостей выходят в формате обычных.

### ТСН. Ночь
Выходил с понедельника по четверг после полуночи. Длительность — 10 минут. C 4 сентября 2017 года выпуск вели Юлия Бориско и Соломия Витвицкая неделя через неделю. До этого, с августа 2010 года по май 2017 года, выпуск вела Юлия Бориско единолично. Последний выпуск вышел 19 марта 2020 года.

### ТСН. 10 впечатляющих событий дня
Выходит с понедельника по четверг около полуночи. Длительность — 10 минут. Первый выпуск вышел 18 октября 2021 года. Ведущая — Наталья Островская.

### ТСН. Неделя
«ТСН. Неделя» (укр. «ТСН. Тиждень») — еженедельная информационно-аналитическая программа, в которой анализируются главные события, произошедшие за неделю. Каждый выпуск имеет так называемую топовую тему — журналисты «раскручивают» событие, которое является наиболее актуальным на данный момент. Также в программе ряд других сюжетов на резонансные темы, эксклюзивные интервью известных политиков. Ведущая — Алла Мазур.

## ТСН в Интернете
Tsn.ua — один из популярных информационных ресурсов в украинском Интернете. Осенью 2012 года стал лидером среди новостных сайтов Украины. Охват аудитории tsn.ua составил 14,46 %.

## График выхода в эфир
| Время            | Дни недели  | Описание                                                                  | Ведущие            | Ведущие            |
| Время            | Дни недели  | Описание                                                                  | Одну неделю        | Другую неделю      |
| ---------------- | ----------- | ------------------------------------------------------------------------- | ------------------ | ------------------ |
| 7:00, 8:00, 9:00 | рабочие     | Утренние 5-10-минутные выпуски в программе «Завтрак с 1+1».               | Святослав Гринчук  | Маричка Падалко    |
| 12:00            | рабочие     | Дневной выпуск (20 минут)                                                 | Святослав Гринчук  | Маричка Падалко    |
| 14:00            | рабочие     | Дневной выпуск (15 минут)                                                 | Соломия Витвицкая  | Соломия Витвицкая  |
| 16:45            | рабочие     | Дневной выпуск (25 минут)                                                 | Соломия Витвицкая  | Соломия Витвицкая  |
| 19:30            | пн-ср       | Вечерний выпуск (55 минут+10-минутная реклама)                            | Наталья Мосейчук   | Лидия Таран        |
| 19:30            | чт          | Вечерний выпуск (50 минут+10-минутная реклама)                            | Наталья Мосейчук   | Лидия Таран        |
| 19:30            | пт-сб       | Вечерний выпуск (45 минут)                                                | Наталья Мосейчук   | Лидия Таран        |
| 22:45-0:45       | пн-чт       | ТСН. 10 впечатляющих событий дня                                          | Наталья Островская | Наталья Островская |
| 19:30            | воскресенье | «ТСН. Неделя» (укр. «ТСН. Тиждень») (80-90 минут, с перерывом на рекламу) | Алла Мазур         | Алла Мазур         |

## Награды
| Премия «Телетриумф» | Премия «Телетриумф»                                                   | Премия «Телетриумф»               | Премия «Телетриумф» |
| ------------------- | --------------------------------------------------------------------- | --------------------------------- | ------------------- |
| Год                 | Номинация                                                             | Победитель                        |                     |
| 2015                | Ведущий/ведущая информационной, информационно-аналитической программы | Алла Мазур, «ТСН. Неделя»         |                     |
| 2013                | Ведущий/ведущая информационно-аналитической программы                 | Алла Мазур, «ТСН. Неделя»         |                     |
| 2013                | Информационно-аналитическая программа                                 | «ТСН. Неделя»                     |                     |
| 2013                | Репортёр                                                              | Ольга Кашпор, «ТСН. Неделя»       |                     |
| 2013                | Ведущий/ведущая информационной программы                              | Наталья Мосейчук, «ТСН»           |                     |
| 2013                | Информационная программа                                              | «ТСН»                             |                     |
| 2012                | Репортёр                                                              | Ольга Кашпор, «ТСН. Неделя»       |                     |
| 2012                | Информационно-аналитическая программа                                 | «ТСН. Неделя»                     |                     |
| 2012                | Ведущий/ведущая информационно-аналитической программы                 | Алла Мазур, «ТСН. Неделя»         |                     |
| 2010                | Ведущий/ведущая информационной программы                              | Алла Мазур, «ТСН. Неделя»         |                     |
| 2006                | Информационная программа                                              | «ТСН. Итоги»                      |                     |
| 2006                | Ведущий информационной программы                                      | Ирина Ванникова, «ТСН»            |                     |
| 2006                | Репортёр                                                              | Константин Грубич, «ТСН»          |                     |
| 2003                | Ведущий информационной программы                                      | Алла Мазур, «ТСН»                 |                     |
| 2002                | Спортивный тележурналист                                              | Сергей Полховский, «ТСН ПроСпорт» |                     |
| 2001                | Ведущий спортивной программы                                          | Евгений Зинченко, «ТСН-спорт»     |                     |
| 2001                | Ведущий информационной программы                                      | Алла Мазур, «ТСН»                 |                     |
| Премия «Телезвезда» |                                                                       |                                   |                     |
| 2012                | Лучшая ведущая информационно-аналитических программ                   | Алла Мазур, «ТСН. Неделя»         |                     |
| 2011                | Лучшая ведущая информационно-аналитических программ                   | Алла Мазур, «ТСН. Неделя»         |                     |
| 2010                | Лучшая ведущая информационно-аналитических программ                   | Алла Мазур, «ТСН. Неделя»         |                     |